# Rikyu, der Teemeister
Rikyu, der Teemeister (jap. 利休 Rikyū) ist ein japanischer Spielfilm von Hiroshi Teshigahara aus dem Jahr 1989. Er ist die Verfilmung eines Romans von Yaeko Nogami und behandelt das Leben des Teemeisters Sen no Rikyū (1522–1591).

## Handlung
Der Film konzentriert sich auf die letzten Lebensjahre Sen no Rikyūs während der turbulenten Sengoku-Zeit im 16. Jahrhundert. Er beginnt zeitlich in der Nähe des Endes von Oda Nobunagas Regierungszeit, als Rikyū als Teemeister bei Nobunaga angestellt ist und geht in der Momoyama-Zeit weiter. Rikyū wird als Person dargestellt, die sich der Ästhetik und der Perfektion verschrieben hat, vor allem im Zusammenhang mit der Teezeremonie.
Während seiner Anstellung bei Toyotomi Hideyoshi ist Rikyū in einer privilegierten Position mit konstantem Zugang zum mächtigen Feudalherrn und der theoretischen Möglichkeit, dessen Politik zu beeinflussen, wovon Rikyū allerdings keinen Gebrauch macht. Seine ganze Aufmerksamkeit gilt stattdessen dem Tee. Als sich die Gesellschaft um ihn herum gewaltsam radikal ändert, bleibt Rikyū nichts anderes übrig als sich zu politischen Fragen zu äußern. So tut er seine Meinung zu Hideyoshis militärischen Plänen China zu erobern kund, was allerdings tragische Folgen für ihn hat.

## Kritiken
Das Lexikon des internationalen Films schrieb: „Prunkvoll ausgestatteter, souverän inszenierter und eindrucksvoll gespielter Historienfilm, der differenziert das nicht nur im 16. Jahrhundert problematische Verhältnis von Kunst und Macht beleuchtet.“ Die New York Times meinte: „Der Film ist sehr durchdacht, und das soll er auch sein. Nichts wirkt spontan, aber er ist auch nicht schwermütig.“